# Phyllachora costaricensis
Phyllachora costaricensis är en svampart som beskrevs av E. Bommer & M. Rousseau 1896. Phyllachora costaricensis ingår i släktet Phyllachora och familjen Phyllachoraceae.   Inga underarter finns listade i Catalogue of Life.